# Водне особине земљишта
Вода је један од најважнијих састојака земљишта. Поред тога што је основна компонента његове течне фазе (земљишног раствора), она такође улази у састав гасовите (водена пара), као и тврде (хемијски везана вода), фазе земљишта.

### Значај и улога воде у земљишту
Када се говори о води у земљишту мисли се углавном на воду у течном стању, која има многобројне, углавном корисне, али некад и штетне улоге(забаривање, засољавање, испирање хранљивих састојака, ерозија).
На првом месту треба истаћи да је без присуства воде у течном стању незамисливо образовање земљишта, а тиме и постојање биљака и живота уопште.
Заједно с топлотом, вода је, пре свега, један од најважнијих фактора образовања и измена земљишта, јер веома значајно утиче на ток све три групе елементарних педогенских процеса:
1. Синтезу у трансформацију органских материјала
2. Распадање стена и минерала, и на
3. миграцију и акумулулацију састојака земљишта.

Поред утицаја на ток многих процеса, земљишна вода такође утиче на многе особине земљишта, на првом месту физичке (структуру, запреминску густину, збијеност), затим хемијске (реакција земљишног раствора и редокс потенцијал) и биолошке особине.
Са еколошког становишта од највећег значаја је чињеница да је вода један од најважнијих фактора плодности земљишта.
Поред тога што је нопходна за протицање у земљишту процеса мобилизације елемената, вода и сама спада у најважније састојке биљне исхране.
У вези са значајем земљишне влаге за плодност земљишта и потребом изучавања водних особина земљишта, заслужује посебну пажњу указивање Стебута (1949) да је ради обезбеђења високих приноса биљака потребно да слој земљишта у коме се развијају њихови корени стално садржи довољну количину доступне им влаге.

### Форме воде у земљишту
У зависности од њеног агрегатног стања, природе сила под чијим утицајем се задржава и премешта у разним правцима кроз зељиште, издвојено је осам главних форми воде у земљишту.

#### Хемијски везана вода
Улази у састав минерала и органских материја и нема значаја за биљке.

#### Водена пара
Налази се у земљишним порама које нису испуњене другим формама воде, односно стални је састојак земљишне атмосфере. Слбодна је и веома покретна-стално се креће из хладнијих у топлије слојеве земљишта.

#### Хигроскопска вода
Јавља се у виду веома танке опне, од неколико слојева молекула воде.

#### Опнена вода
Обухвата више слојева молекула воде у течном стању, који је у виду знатно дебље (него у хигроскопске воде), опне обавијају опне хигроскопске воде.

#### Капиларна вода
Налази се у капиларним порама, а држи се и премешта по дубини земљишта под утицајем капиларних сила, много слабији од адсорпцијских, и то у свим правцима па и вертикално навише од слојева земљишта веће, ка слојевима мање влажности. Постоји неколико подформи капиларне воде, од којих су најважније подупрта и висећа капиларна вода.

#### Гравитациона вода
Јавља се повремено у земљишту после кише, топљења снега, поплава и заливања а креће се под утицајем гравитације, у правцу подземне воде, кроз крупне-надкапиларне поре. Њен значај састоји се у томе што служи као извор за образовање свих других форми земљишне воде.

#### Подземна вода
Ова форма воде образује се задржавањем и накупљањем изнад непропусних за воду теолошких слојева или илувијалног за глину, хоризонта.
У зависности од дубине њиховог нивоа и утицаја на земљиште издвојене су три врсте подземне воде:
1. Доња подземна вода се јавља на вододржљивом геолошком слоју, на великој дубини.
2. Подземно-земљишна вода се образује такође изнад вододржљивог геолошког слоја, али знатно мањој дубини. Ова врста доспева стално или повремено у земљиште преко подупрте капиларне воде
3. Горња подземна (Стебут 1949), или застоја вода се јавља повремено, у периодима обилних киша и топљења снега изнад веома збијеног, глином веома богатог, непропусног или веома слабо пропусног за воду хоризонта псеудоглеја.

#### Вода у форми леда
У нашим земљиштима, на надморским висинама изнад 1000m, јавља се повремено, у плитком површинском слоју. У земљиштима знатно већих надморских висина знатно је чешћа и дуготрајнија појава ове форме воде. Међутим лоше утиче на усеве, кидајући корене биљака.

### Водне особине земљишта
У резултату међудејства разних форми воде у течном стању и честица тврде фазе земљишта јавља се у њему низ водних особина.
Међу најважније особине земљишта спадају:
1. Пропусност за воду
2. Вододржљивост (водни капацитети)
3. Капиларност, и
4. Испаравајућа способност

Степен изражености појединих водних особина зависи од особина тврде и порозне фазе земљишта, минералног састава, као и од температуре воде и садржаја у њој растворних соли.

#### Пропусност земљишта за воду
Представља способност земљишта да брже или спорије упија воду која доспе на његову површину и да је потом, под утицајем силе гравитације пропушта у дубље хоризонте или слојеве.
Са становишта утицаја воде атмосферских талога на успевање биљака, није пожељно да пропуст земљишта за воду буде ни сувише велика нити сувише мала. Према Кичинском (1970), пропусност земљишта за воду не треба да буде већа од 500mmh-1 нити пак мања од 30mmh-1 а најбоље је ако варира 100-500mmh-1. Уколико пропусност за воду није задовољавајућа, примењује се одређене мере поправке, које су идентичне мерама за поправку порозности земљишта.

#### Испаравајућа способност земљишта
Под овим појмом подразумева се способност земљишта да брже или спорије губи воду испаравањем преко површине. Та способност је зависна од утицаја бројних фактора:
- Највише од капиларности
- степена влажности и температуре
- утицаја спољних слова (климатских, рељефских)
- примене неких мера од стране човека.

Познато је да примена мера којима се побољшава структура и смањује капиларност у површинском делу земљишног профила има за последицу смањење губљења воде испаравањем преко површине земљишта. У те мере спадају благовремено (при оптималној влажности), орање, уз продубљивање оранице, затим растресање исушеног површинског слоја ограниченог, хоризонта, дрљање и култивација уз уништавање покорице, гушћа сетва усева, и др. Такође и применом млачирања, на малим површинама, поред побољшања температурног режима, делом се самањује и испаравајућа способност земљишта.